# イェマシー駅
イェマシー駅（英語：Yemassee Station）は、サウスカロライナ州イェマシー レールロード・ストリートおよびオールド・サルクハッチー・ハイウェイにある駅。 全米各地を結ぶ旅客鉄道のアムトラックが乗り入れている。

## 概要
当駅は1955年に、上屋付きホームと駅舎で構成されているチャールストン・アンド・ウェスタンカロライナ鉄道の駅として建設された。イェマシー市はCSXトランスポーテーションから駅を購入して、2010年9月17日に所有権の移転を完了した。また、隣接地の約2,600平方メートルの土地を購入した。

## 利用可能な鉄道路線／列車
アムトラックの停車する列車は下記の通り。
ニューヨークとマイアミ間の夜行長距離列車シルバー・メティオ号…1日1往復停車
ニューヨークとサバンナ間の昼行長距離列車パルメット号…1日1往復停車

## ギャラリー

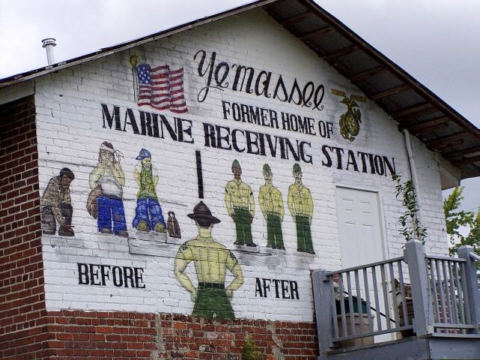
パリスアイランド海兵隊新兵訓練所入所の新兵のため利用された。
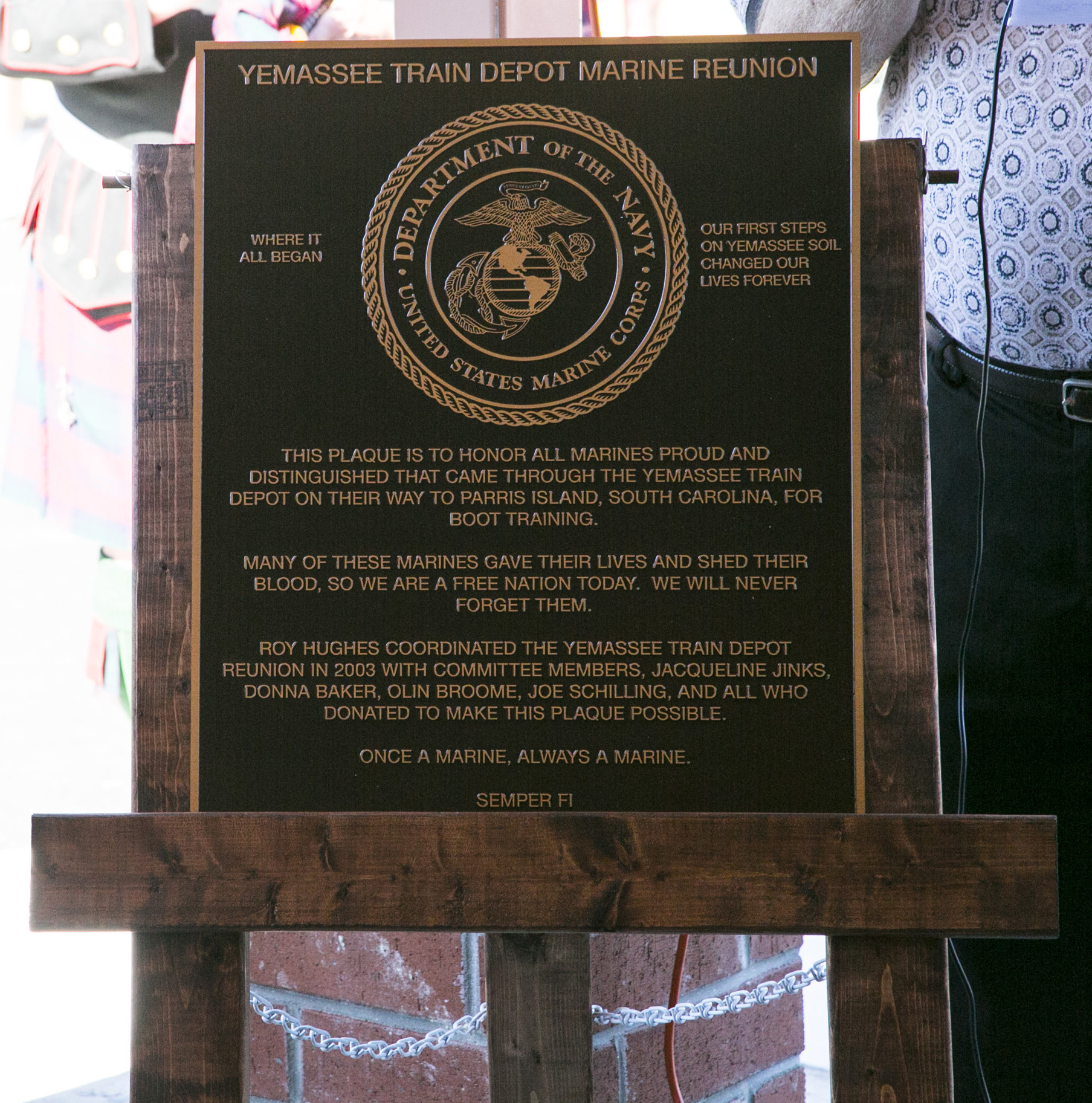
イェマシー駅の海兵隊の銘板